# Dotta stellata
Dotta stellata is een vlinder uit de familie van de dikkopjes (Hesperiidae). De soort is voor het eerst wetenschappelijk beschreven als Ceratrichia stellata door Paul Mabille in een publicatie uit 1891.

## Verspreiding
De soort komt voor in de bossen van Kenia, Tanzania, Malawi, Zambia, Mozambique en Zimbabwe.

## Ondersoorten
- Dotta stellata stellata (Mabille, 1891) (Kenia)
- Dotta stellata amania (Evans, 1947) (Tanzania)
- Dotta stellata mineni (Trimen, 1894) (Tanzania, Malawi, Zambia, Mozambique, Oost-Zimbabwe)

## Waardplanten
De rups leeft op soorten van de grassenfamilie (Poaceae).